# Lithui Montes
I Lithui Montes sono una formazione geologica sulla superficie di Titano.